# مادران شاغل (مجموعه تلویزیونی)
مادران شاغل (انگلیسی: Workin' Moms) مجموعه تلویزیونی کمدی موقعیت (سیتکام) است که ۱۰ ژانویه ۲۰۱۷ از  سی‌بی‌سی تله‌ویژن‌ پخش شد.در این مجموعه کاترین ریتمن، جسلین وانلیم، دنی کیند، انوکا اوکوما و جونا رینالدی، نقش گروهی دوست را ایفا می‌کنند که با چالش‌های زندگی مادران شاغل دست به گریبانند. این مجموعه از فوریه ۲۰۱۹، اواسط فصل سوم، از نتفلیکس پخش شد. می ۲۰۱۹ این مجموعه برای فصل چهارم تمدید شد و ۱۸ فوریه ۲۰۲۰ پخش شد. آوریل ۲۰۲۰ برای فصل پنجم تمدید شد و ۱۶ فوریه ۲۰۲۱ پخش شد. دوم جون ۲۰۲۱ کارتین ریتمن اعلام کرد که این مجموعه برای فصل ششم تمدید شده و در ژانویه ۲۰۲۲ پخش شد.